# Tourteline
La tourteline est une spécialité du village de Wellin situé en Belgique dans la province de Luxembourg.
C’est une tourte composée d’œufs, de truite et de poireaux. Elle est le mets officiel du carnaval de Wellin.